# Жёлтое (Апостоловский район)
Жёлтое (укр. Жовте) — посёлок,
Каменский сельский совет,
Апостоловский район,
Днепропетровская область,
Украина.
Код КОАТУУ — 1220383302. Население по переписи 2001 года составляло 1043 человека.

## Географическое положение
Посёлок Жёлтое находится на берегу реки Жёлтенькая, которая через 5 км впадает в реку Каменка,
выше по течению на расстоянии в 0,5 км расположено село Червоная Колонна.
Рядом проходят автомобильная дорога Т-0419 и
железная дорога, станция Желтокаменка в 1,5 км.
К посёлку ведёт отдельная железнодорожная ветка.
Рядом с посёлком находится известняковый карьер Криворожского цементного завода.

## История
- Около посёлка были найдены поселения людей, которые датируются 2000-ми годами до нашей эры.
- Основали братья Грипасы в 1887 году как Грипасовский хутор.
- В 1927 году переименовано в посёлок Жёлтое.
- В 1951—57 годах был построен завод для добывания сырья для металлургической промышленности.

## Экономика
- Желтокаменский государственный известковый завод.

## Объекты социальной сферы
- Школа.